# Zec Casault
Pour les articles homonymes, voir Casault.
La zec Casault est une zone d'exploitation contrôlée du Québec (Canada) située dans les municipalités régionales de comté de La Matapédia et d'Avignon, elle-même dans les régions du Bas-Saint-Laurent et de la Gaspésie–Îles-de-la-Madeleine.  Ce territoire de chasse et pêche de 838 km2 est géré par la Corporation d'exploitation des ressources fauniques Vallée-de-la-Matapédia. Les bureaux d'administration de la zec sont situés à Causapscal.

## Toponymie
Le nom de la zec Cassault provient du canton de Casault, qui a lui-même été nommé en l'honneur de Louis-Napoléon Casault qui fut député de Montmagny à l'assemblée législative du Canada de 1854 à 1857 et député de Bellechasse à la chambre des communes du Canada de 1867 à 1870.

## Historique
La zec Casault a été créée en 1978 à la suite de l'abolition des clubs privés.  La zec comptait 809 membres en 2006.

## Géographie
La zec Casault a un territoire de 838 km2 situé dans la région du Bas-Saint-Laurent et de la Gaspésie–Îles-de-la-Madeleine et dans les municipalités régionales de comté de La Matapédia et d'Avignon. Son territoire est compris dans la municipalité de Saint-Alexandre-des-Lacs et les territoires non-organisés de Lac-Casault, de Rivière-Nouvelle, de Ruisseau-des-Mineurs et de Routhierville.
La zec partage ses limites avec les réserves fauniques de Matane, de Dunière au nord et la réserve faunique des Rivières-Matapédia-et-Patapédia à l'ouest.

## Faune
Pour la chasse aux petits gibiers, la zec Casault a le lièvre, la gélinotte huppée et le coyote.  Pour ce qui est du gros gibier, la zec abrite l'orignal, le cerf de Virginie et l'ours noir.  De son côté, la pêche la plus populaire est celle de l'omble de fontaine.

### Sources en ligne
- Commission de toponymie du Québec
- Zones d'exploitation contrôlée (zecs) sur Ministère des Ressources naturelles du Québec